# 곽정환 (연출가)
곽정환(1972년~ )은 대한민국의 드라마 감독이다. 1997년 KBS 24기 공채 프로듀서로 데뷔, KBS 드라마본부의 PD로 활동하며 다수의 드라마를 연출했으며 2010년 드라마 추노를 연출하면서 일약 스타 PD로 발돋움하였다. 이후 능력을 인정받아 2011년 CJ E&M으로 이직했다.

## 학력
- 서울대학교 사회복지학 학사

## 경력
- KBS
- 1997년 ~ 2011년 : KBS 드라마본부 프로듀서 종료
- CJENM
- 2011년 ~ 2016년 : CJ ENM 드라마 감독 종료
- 스튜디오 앤 뉴
- 2017년 ~ 2021년 : 스튜디오 앤 뉴 드라마 감독
- 시퀀스원
- 2020년 ~ 현재 : 시퀀스원 대표
- 롯데컬처웍스
- 2021년 ~ 현재 : 롯데컬처웍스 드라마사업부문장

## KBS
- 2005년 KBS 《이 죽일 놈의 사랑》공동 연출
- 2005년 KBS 《황금사과》 공동 연출
- 2006년 KBS 드라마시티 《그들의 진실-진실한 그들》
- 2007년 KBS 극본공모당선작 드라마시티 《참빛》
- 2007년 KBS 《한성별곡 - 正》
- 2008년 KBS 《2008 전설의 고향 - 구미호》
- 2010년 KBS 《추노》
- 2010년 KBS 《도망자 플랜 B》

### 타방송사
- 2013년 tvN 《빠스껫 볼》
- 2016년 OCN 《동네의 영웅》
- 2016년 tvN 《THE K2》
- 2018년 JTBC 《미스 함무라비》
- 2019년 JTBC 《보좌관 - 세상을 움직이는 사람들》
- 2020년 SBS 《날아라 개천용》

## 수상 경력
- 2010년 한국방송대상 대상, TV 연출상 - 《추노》
- 2010년 서울 드라마 어워즈 미니시리즈 부문 최우수상, 한류특별상 연출상 - 《추노》
- 2010년 대한민국 콘텐츠 어워드 드라마 부분 문화체육관광부장관표창 - 《추노》
- 2011년 한국PD대상 TV부문 작품상 - 《추노》